# 亚泰立交桥站
亚泰立交桥站位于吉林省长春市南关区，是长春轨道交通三号线车站。

## 车站结构
车站形式为侧式二层车站。
| 月台   | 路线  | 行驶方向               |
| 地面層 |       |                        |
| ------ | ----- | ---------------------- |
| 北側   | 3号线 | 长春站・卫星广场方向   |
| 南側   | 3号线 | 长影世纪城・临河街方向 |

### 车站楼层
| 地上二层 | 侧式站台，右侧车门将会开启 | 侧式站台，右侧车门将会开启           |
| 地上二层 | 轨道                       | ←3号线列車往卫星广场（长春站方向）   |
| 地上二层 | 轨道                       | 3号线列車往伊通河（长影世纪城方向）→ |
| 地上二层 | 侧式站台，右侧车门将会开启 |                                      |
| 地上一层 | 站厅、出口、客服中心       |                                      |

### 车站出入口
车站设置1个出入口，位于亚泰大街西侧，卫星路南侧，即亚泰立交桥西南侧。
|          |      |                     |                             |  |
| 出口编号 | 照片 | 出口指示            | 建议前往的目的地            |  |
| 出口 · A |      | 亚泰大街西 卫星路南 | 瑞阳广场 吉林省酒文化博物馆 |  |

## 公交换乘
- 亚泰大街站：130路
- 卫星路站：88、160、162、246、270路

## 历史
- 2006年12月26日 - 3号线二期开通运营。